# 리오이바녜스 (칠레)
리오이바녜스(스페인어: Río Ibáñez)는 칠레 아이센델헤네랄카를로스이바녜스델캄포 주 헤네랄카레라 현의 코무나이다.